# Heitor Collet
Heitor Barcelos Collet ou simplesmente Heitor Collet (São Fidélis, 27 de março de 1898 — Rio de Janeiro, 30 de janeiro de 1974), foi um advogado, professor e político brasileiro.

## Biografia
Heitor Collet era filho de Agnelo Geraque Collet, presidente do estado do Rio de Janeiro durante a República Velha (1917-1918). Cursou o seu segundo grau no Liceu de Humanidades de Campos e no Colégio Diocesano São José, ambos na cidade do Rio de Janeiro. Durante o período de escola, atuou no governo do seu pai como oficial-de-gabinete.
Formou-se em ciências jurídicas e sociais pela Faculdade de Direito do Rio de Janeiro (atualmente Faculdade Nacional de Direito da UFRJ), em 1922, e passou a exercer a advocacia no interior fluminense. Foi ainda professor da Faculdade de Ciências Econômicas do Rio de Janeiro. Casou-se com Leonina Nascimento Collet. Tiveram duas filhas, Gleitze Collet (nascida em Niterói, 16 de março de 1928) e Daisy Collet (nascida em Nova Friburgo, 3 de agosto de 1929).
Como político, foi deputado estadual constituinte pelo Partido Popular Radical (PPR), no Rio de Janeiro  entre 1935–1937, sendo eleito presidente da Assembleia Legislativa do Rio de Janeiro em 1 de agosto de 1936. Na condição de Presidente da Assembleia, assumiu interinamente o poder Executivo do Estado durante os afastamentos médicos do titular, Protógenes Guimarães, sendo o mais longevo período de interinidade entre março e julho de 1937.
Com a instauração do Estado Novo, foi nomeado membro do Conselho Administrativo do Rio de Janeiro e secretário do Interior e da Justiça na gestão de Amaral Peixoto. Com a redemocratização, foi um dos fundadores do Partido Social Democrata fluminense em 1945.
Foi eleito para a Deputado Federal, com 9.046 votos, para a constituinte federal de 1946, tendo uma atuação pouco expressiva, marcada tão somente pela defesa dos direitos dos trabalhadores urbanos e a extensão destes para os trabalhadores rurais.
Heitor Collet faleceu no Rio de Janeiro em 30 de janeiro de 1974.